# Анастас Димитров
Анастас Димитров, известен като поп Пала, е български свещеник, учител и революционер. Поп Пала е създател на българска църква и училище в ксантийските села Кръстополе и Габрово.

## Биография
Анастас Димитров е в 1834 година в село Горно Райково, тогава в Османската империя, днес квартал на Смолян, България. Учи в Пловдивското класно училище. Работи като учител в Райково. В 1873 година е ръкоположен за свещеник от владиката Панарет Пловдивски. Служи като свещеник в Габрово и Кръстополе (Еникьой), Ксантийско. Замества като архиерейски наместник на Ксантийска околия Киряк Кудев. В Еникьой заедно с църковния настоятел Алекси Вулев ръководи разрушаването на недостроеното гръцко училище в селото. Властите арестуват 25 еникьойци, сред които и поп Пала, и след едномесечен престой в Ксантийския затвор получават смъртни присъди. С получената срещу подкуп защита от влиятелния Мехмед бей от Ксанти и застъпничеството на българските църковни власти в Одрин и Цариград, присъдите са отменени.
След Еникьой свещенодейства в Райково, Левочево, Устово, Фатово и Дунево.
Макар и на преклонна възраст заедно с цялото си семейство влиза във Вътрешната македоно-одринска революционна организация. Зет му Иван Сбирков, който е председател на комитета в Горно Райково. През пролетта на 1903 година къщата му е постоянно убежище на Ахъчелебийската революционна чета. Поп Пала сам пренася през границата оръжие, патрони и кореспонденция за четите в революционните участъци в Левочево и Райково. Винаги в пояса под расото носел голям нож каракулак, дълга крива кама, откъдето идва и прякорът му Дели Пала, тоест Луда крива сабя.
Умира на 9 октомври 1920 година.
Синът му Харалампи Поппалов също е свещеник и виден общественик.

## Оценки
На източната стена и апсидата на църквата „Света Неделя“ в Райково е поставена паметна плоча на свещеник Анастас Димитров (Дели Пала).
Никола Мавродиев пише в „Портрет на гръцкото фенерско духовенство и коварните му дела против българите в Родопите“:
| „ | свещеникът беше познатий по родолюбието и патриотизма си поп Анастас, наречен Палата от Горно Райково, който и при най-лошите гръцки кощунства е стоял като железен стълб на българите | “ |

Христо Караманджуков пише за Анастас Димитров:
| „ | Той бе... известен поради своята смелост и храброст под името поп Пала. Неговият личен и обществен живот е цяла история от подвизи. ...през време нашо пребиваване на четата в неговата къща, отец Поп Пала се радваше на четниците, възхищаваше се на техните оръжия и казваше: „Ех, момчета, къде са сега младите години, да тръгна с вас, да видите дали можите да стигнете дядо ви попа“. | “ |